# ليام غلاغير
وليام جون بول «ليام» غلاغير (William John Paul "Liam" Gallagher) من مواليد 21 سبتمبر 1971.هو مغني وكاتب أغاني إنجليزي.صعد إلى الشهرة كونه المغني الرئيسي لفرقة الروك المعروفة أويسس (بالإنجليزية: Oasis)‏.

## روابط خارجية
- ليام غلاغير على موقع IMDb (الإنجليزية)
- ليام غلاغير على موقع الموسوعة البريطانية (الإنجليزية)
- ليام غلاغير على موقع ميوزك برينز (الإنجليزية)
- ليام غلاغير على موقع رولينغ ستون (الإنجليزية)
- ليام غلاغير على موقع إن إن دي بي (الإنجليزية)
- ليام غلاغير على موقع أول ميوزيك (الإنجليزية)
- ليام غلاغير على موقع ديسكوغز (الإنجليزية)
- ليام غلاغير على موقع قاعدة بيانات الفيلم (الإنجليزية)